# Edvard Frank

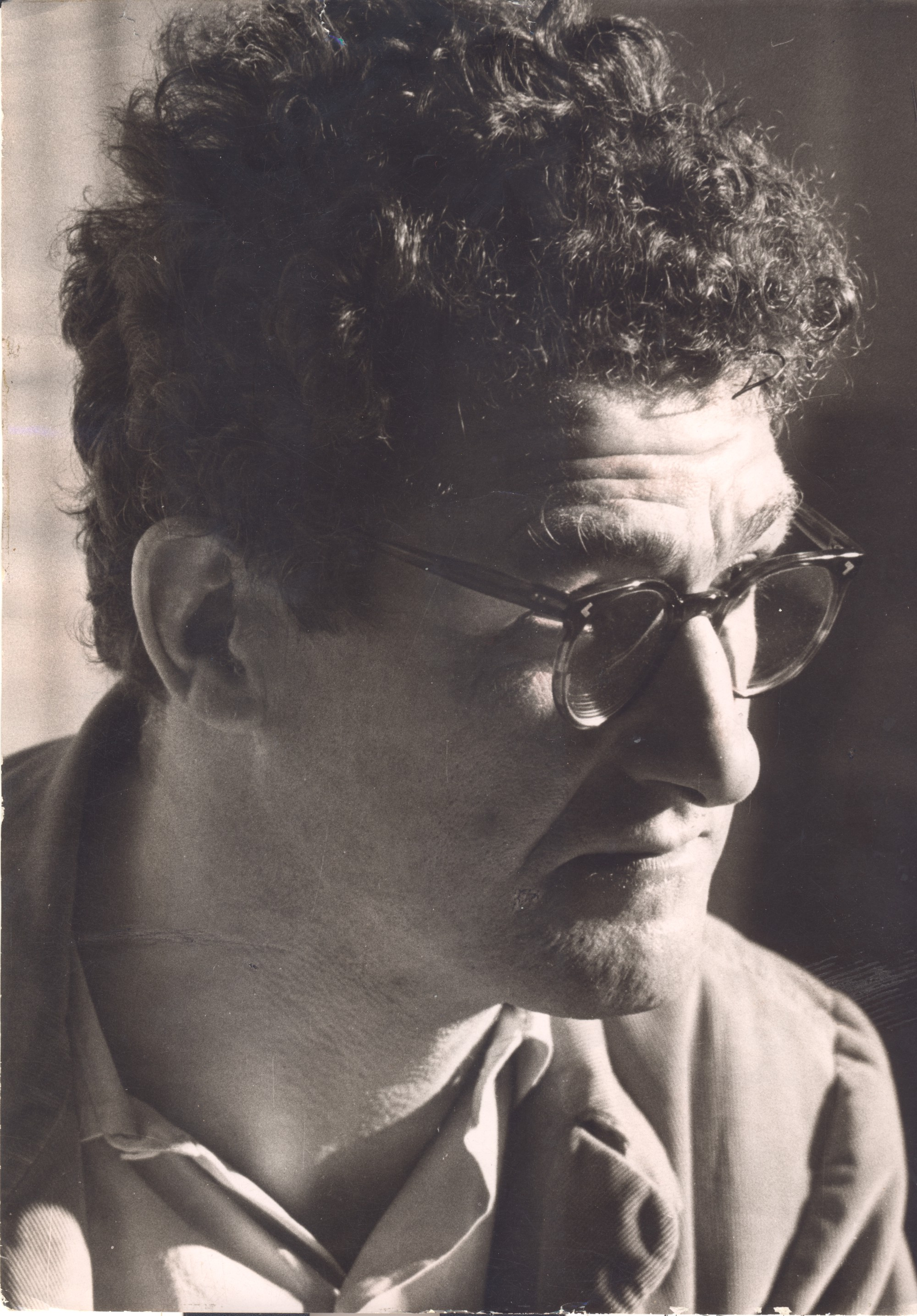
Edvard Frank

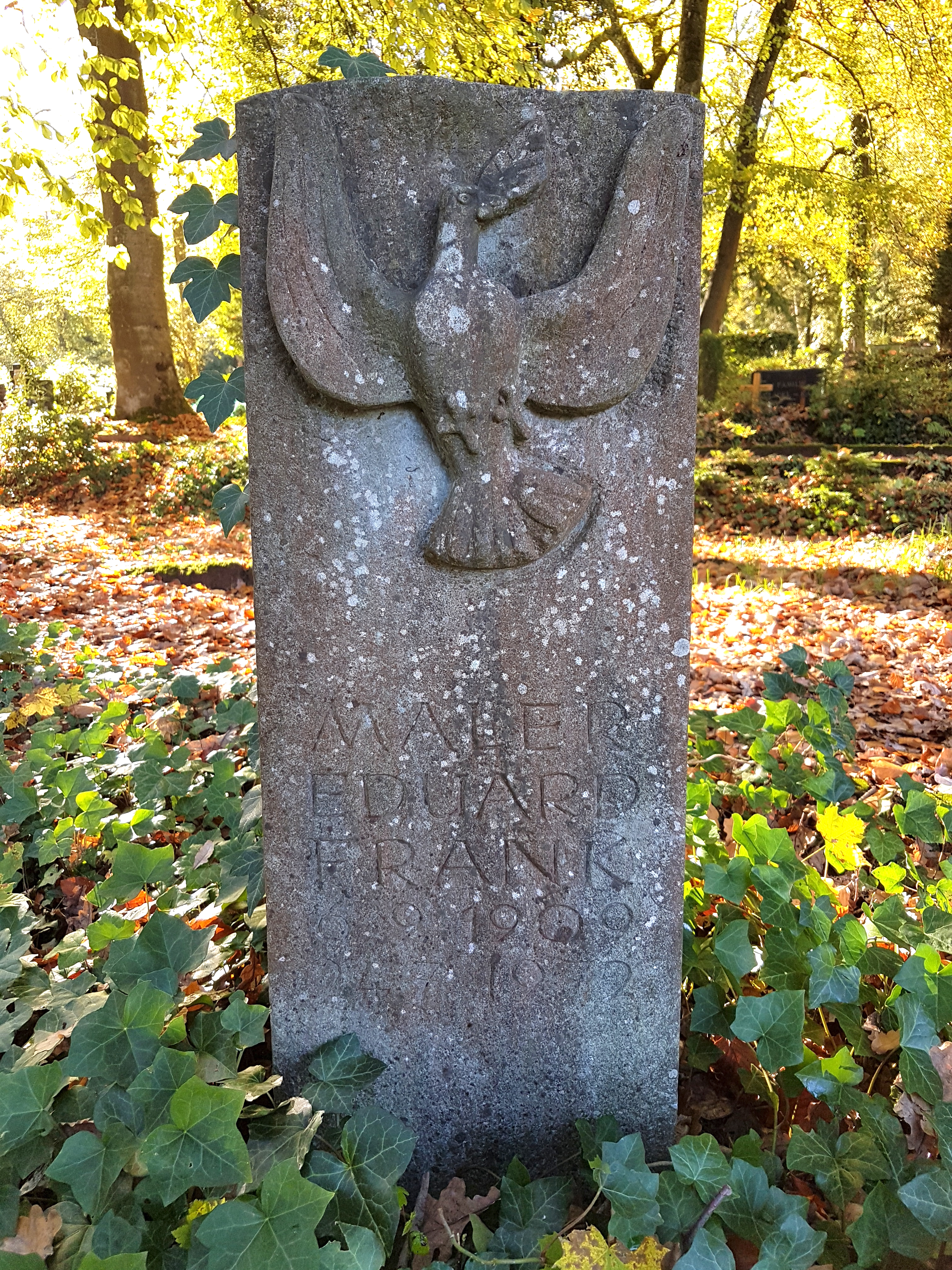
Edvard Frank Grabstein

 Edvard Frank, fälschlich auch Eduard Frank (* 6. September 1909 in Korschenbroich; † 24. Juli 1972 in Saarlouis) ist ein deutscher Maler der „Verschollenen Generation“.

## Leben
Geboren als Sohn des Apothekers Richard Frank und seiner Frau Marie-Luise besuchte Frank das Gymnasium in Dillingen/Saar, wo sein Vater eine Apotheke übernommen hatte. Seine Ausbildung begann er 1926 an der Handwerker- und Kunstgewerbeschule Trier bei August Trümper, studierte dann an den Kölner Werkschulen bei Richard Seewald, wechselte an die Akademie nach Berlin in die Klasse Karl Hofers. Nach der Einberufung zum Militärdienst verletzte er sich vermutlich selbst. Einer erneuten Einberufung zu Kriegsende entzog er sich durch Fahnenflucht. Ende des Krieges lebte er bis Mitte der 50er Jahre in der Kreisstadt Birkenfeld im Hunsrück. Hier entstanden eine große Zahl an Zeichnungen und Aquarellen, die er nur ungern aus der Hand gab.
Nach dem Krieg wurde er Mitbegründer der Pfälzischen Sezession, 1946 Mitglied der Neuen Darmstädter Sezession sowie der 1948 gegründeten Arbeitsgemeinschaft bildender Künstler am Mittelrhein. Er hatte zunehmend Erfolg mit Ausstellungen in der Städtischen Kunstsammlung Baden-Baden sowie in Hamburg, Lübeck, Berlin, Karlsruhe, Mannheim, Mainz und Kaiserslautern. Der Brücke-Maler Erich Heckel schätzte seine Arbeiten. Sein Nachlass, der neben persönlichen Unterlagen und Korrespondenzen auch Skizzenhefte und Werkaufnahmen umfasst, ist im Landesarchiv Saarbrücken überliefert.
Von Frank bevorzugte Sujets waren häufig erotischer Art und orientierten sich an klassizistischen Motiven.
Edvard Frank war Mitglied im Deutschen Künstlerbund.

## Kunstpreise
- 1961: Förderpreis des Landes Rheinland-Pfalz (Mainz)
- 1970: Albert-Weisgerber-Preis für Bildende Kunst (St. Ingbert)
- 1972: Willibald-Kramm-Preis (Heidelberg)[3]

## Zitat
Heinz Schöffler, Kritiker: „Man kann die besten seiner Bilder nie zu Ende sehen. Klar gefügt, geben sie doch Rätsel auf, geben sie immer mehr, als sie zeigen. Nicht zuletzt diese Eigenschaft macht, dass man die Bilder von Edvard Frank immer um sich haben kann. Man ist glücklich mit ihnen.“